# Річард Тарі Куноун
Річард Тарі Куноун (нар. 7 лютого 1995, Київ, Україна) — український футболіст, захисник футбольного клубу «Чайка».

## Життєпис
Річард народився 7 лютого 1993 року в Києві. Мати — українка, батько — африканець (нігерієць). Футболом розпочав займатися в дитячо-юнацькій академії київського «Динамо», перший тренер — Олександр Олександрович Шпаков. Окрім цього на дитячо-юнацькому рівні грав й за інші київські клуби: «Зміна-Оболонь», «Арсенал» та «Зірка». З 2008 по 2009 рік захищав кольори ФК «Київ», який виступав у чемпіонаті міста.
У 15-річному віці відправився на перегляд в мадридське «Атлетіко», але отримав травму, через що змушений був повернутися до Києва. Згодом отримав запрошення від «Малаги». Але через суворі правила в Іспанії щодо неповнолітніх футболістів до 18 років без присутності батьків не мав права грати за команду. Після цього грав за юнацьку команду «Марбельї». 1 липня 2014 року перейшов до команди сусіднього міста «Сан Педро», але грав виключно за другий склад. З 2015 по 2016 рік грав за іншу нижчолігову іспанську команду, «Рекена».
1 січня 2016 року, на запрошення президента «Яракуяноса», приєднався до команди, де став єдиним легіонером у зоні «Центр» другої за значимістю ліги Венесуели. За підсумками сезону 2015 року в зоні «Центр» Сегунда Дивізіону Венесуели «Яракуянос» посів 3-тє місце, але цього виявилося недостатньо, щоб вийти до фінального етапу Сегунди й поборотися за вихід до еліти венесуельського футболу. Річарда ж запросили на позицію центрального захисника, щоб українець допоміг команді поборотися за вихід до вищого дивізіону венесуельського чемпіонату. 1 липня 2016 року повернувся до Іспанії та підписав контракт з «Реал Мурсія Імперіал». Рік по тому перебрався в «Пінатар». 1 липня 2018 року підсилив «Сьєсу». Дебютував за нову команду 26 серпня 2018 року в програному (1:2) виїзному поєдинку 1-го туру Терсера Дивізіону проти «Алгара». Річард вийшов на поле в стартовому складі та відіграв увесь матч. Проте основним гравцем команди не став, зіграв 4 поєдинки в Терсері. 1 серпня 2019 року залишив іспанію та перейшов до представника третьої ліги Польщі (1-ша група) «Олімпія» (Замбрів). У команді провів півроку, за цей час зіграв 7 матчів. З 12 лютого 2020 року перебував без клубу. 
У липні 2020 року перейшов до вишневського «Рубікона», який виступав в аматорському чемпіонаті України. Дебютував у футболці київського клубу на професіональному рівні 29 серпня 2020 року в програному (0:2) домашньому поєдинку Кубку України проти вишгородського «Діназа». Куноун вийшов на поле в стартовому складі та відіграв увесь матч, а на 73-й хвилині отримав жовту картку. У Другій лізі України дебютував 6 вересня 2020 року в програному (0:2) домашньому поєдинку 1-го туру групи А проти «Чернігова». Річард вийшов на поле в стартовому складі та відіграв увесь матч. Дебютним голом за «Рубікон» відзначився 20 вересня 2020 року на 64-й хвилині програного (1:2) домашнього поєдинку 3-го туру групи А Другої ліги проти «Чайки». Куноун вийшов на поле в стартовому складі та відіграв увесь матч.
В 2021 році перейшов до «Чайки» (Петропавлівська Борщагівка). Дебютував 25 липня у матчі першого туру Другої ліги проти «Буковини».